# Festucula lineata
Festucula lineata är en spindelart som beskrevs av Simon 1901. Festucula lineata ingår i släktet Festucula och familjen hoppspindlar. Inga underarter finns listade i Catalogue of Life.